# Castillo de Jamilena
El castillo de Jamilena construido por los musulmanes, posiblemente a inicios del siglo XIII, con el fin de que éste sirviera como refugio a la población rural del entorno en caso de un ataque enemigo y como lugar estratégico para controlar los pasos serranos que unían Jaén con Martos.  Más tarde, con la conquista castellana, este mismo castillo pasó a manos de la Orden de Calatrava tras la cesión de Martos y su territorio a dicha orden por parte del rey Fernando III de Castilla, momento en el cual según los hermanos Castillo Armenteros dicho castillo fue construido de nueva planta por dicha orden.
Dicho recinto fortificado permaneció en pie hasta que, en el siglo XVI, el Emperador español Carlos V mandó que sus piedras fueran utilizadas para construir el convento de monjas que él tenía proyectado para Jamilena. Desde ese momento el castillo permaneció en estado ruinoso, como queda constancia en algunas fuentes del periodo moderno, hasta que volvió a ser reutilizado en el siglo XVIII como molino aceitero y vivienda particular. 
A partir de ahí sólo se tienen como testimonios las fotos que de dicho castillo se hicieron hacia el segundo tercio del siglo XX, el uso de sus restos como fábrica de aceite y su destrucción total en torno a la segunda mitad del mismo siglo.